# Kipuće ulje
Kipuće ulje se koristilo u bitkama, a podrazumjeva veliku količinu ulja zagrijanu na veliku temperaturu, koja se zatim izljevala na neprijatelja. Često se opisivalo kao dobra obrana za vrijeme opsadnog stanja, prilikom napada udarnoga ovna na utvrdu. Osim ulja za vrijeme opsadnoga stanja koristila se i vrela voda, katran ili vrući pijesak koji su pružali značajno ekonomičniji vid obrane. Ovakav tip napada prvi puta se spominje za vrijeme opsade Jeruzalema 70. godine.